# Черняховская культура
Черняхо́вская культура (культура Сынтана-де-Муреш, культура Сынтана-Черняхов, культура полей погребений черняховского типа) — археологическая культура, распространённая на территориях современных Украины, Молдовы, Румынии и России, датируемая серединой III — началом V века. Возникла на основе вельбарской культуры, подвергшейся сильному провинциально-римскому влиянию. Упадок черняховской культуры связан с миграциями в начале эпохи Великого переселения народов.

## История исследования

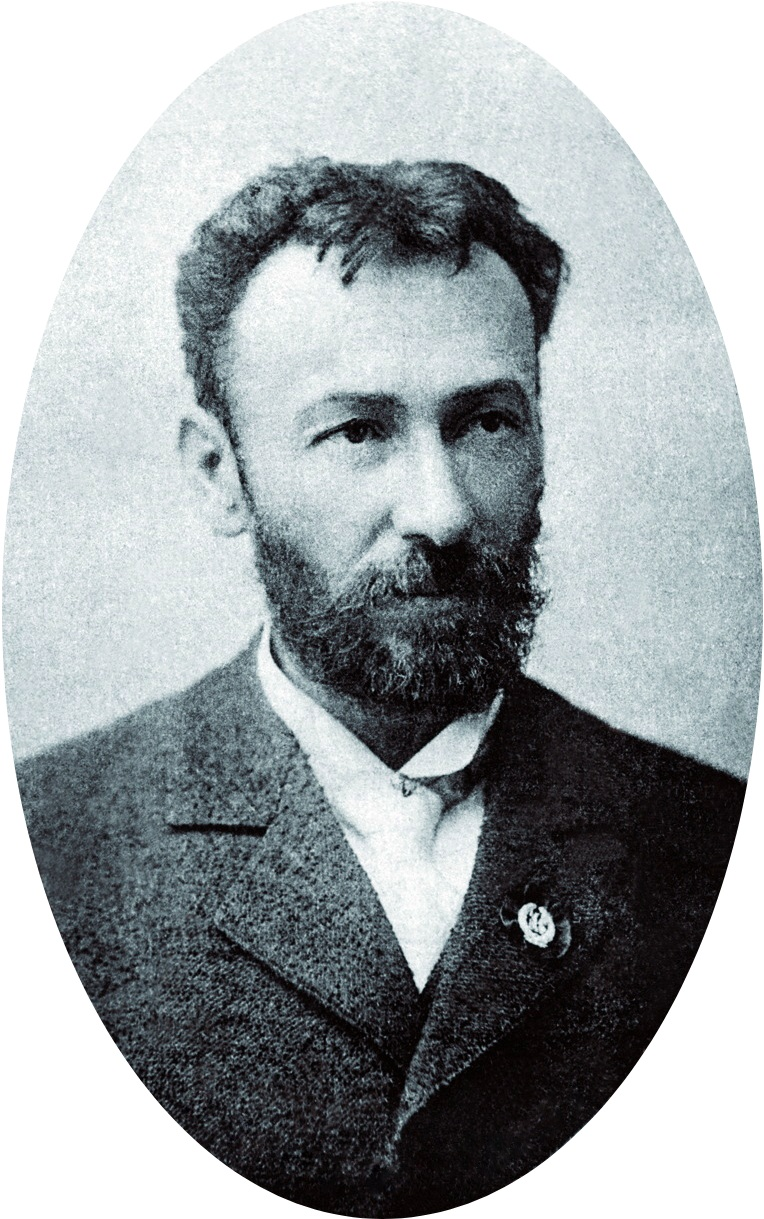
Викентий Вячеславович Хвойка, выделивший культуру «полей погребений»

Первыми исследованными памятниками черняховской культуры стали одиночные погребения, выявленные в Поднестровье И. Коперницким, В. Пшибыславским, Г. Оссовским и В. Деметрикевичем в последней четверти XIX века. В 1898—1899 годах К. Гадачек провёл раскопки поселения близ Неслухова (ныне Львовская область Украины). В 1899—1900 годах В. В. Хвойка изучил три могильника, расположенные близ сёл Зарубинцы, Черняхов и Ромашки в Среднем Поднепровье. В 1903 году И. Ковач провёл раскопки могильника у села Марошсынтаны.
В научной литературе за культурой людей, оставивших эти памятники, закрепилось название культуры «полей погребений» или «полей погребальных урн». В. В. Хвойка пришёл к выводу о разновременности найденных памятников, разнеся их на две группы — зарубинскую или зарубинецкую (раннюю) и черняховскую (более позднюю). К середине XX века учёные стали рассматривать эти группы как две самостоятельные культуры.
До 1940-х годов полевые исследования черняховских памятников проводились М. Эбертом, М. Я. Рудинским, П. И. Смоличевым, С. С. Гамченко, В. Е. Козловской, А. В. Добровольским, Т. Сулимирским, М. Ю. Смишко, В. П. Петровым и другими археологами. Масштабные работы по изучению памятников черняховской культуры развернулись после Второй мировой войны. В Украине их исследованиями занимались М. Ю. Смишко, В. Д. Баран, И. И. Ляпушкин, М. А. Тиханова, И. С. Винокур, В. Н. Цыгылык, Б. А. Тимощук, Е. В. Махно, А. Т. Смиленко, М. Ю. Брайчевский, Э. А. Сымонович, Б. В. Магомедов, А. Г. Дьяченко, Р. В. Терпиловский, В. В. Приймак, А. Б. Супруненко и другие учёные. Черняховские памятники Молдовы изучали Г. Б. Фёдоров, Э. А. Рикман, И. А. Рафалович; Румынии — Р. Вульпе и другие археологи. Раскопки памятников черняховской культуры на территории Курской и Белгородской областей России велись Ю. А. Липкингом, Э. А. Сымоновичем, А. М. Обломским и другими исследователями.
Прорыв в понимании динамики развития черняховской культуры, вызванный публикацией трудов о европейской хронологической системе римского времени К. Годловского, пришёлся на 80-е — 90-е годы XX века. Этот этап историографии представлен работами Т. А. Щербаковой, М. Б. Щукина, Е. Л. Гороховского, М. Казанского, Р. Легу, О. В. Шарова, И. А. Бажана и О. А. Гей.

## Формирование и хронология
Возникновение черняховской культуры связывается с продвижением готов и других германских племён на юг Восточной Европы, контактами с Римской империей и Центральной Европой, участием их и других народов в Скифских войнах. Выделяются компоненты археологической культуры: германский (основной) — традиции вельбарской, пшеворской и других культур; славянский — традиции зубрецкой и киевской культур; компоненты позднескифской археологической общности, культур сарматов, северных фракийцев и других.
Хронологически черняховская культура принадлежит общеевропейскому горизонту культур позднеримского времени (ступени C и D1, отражающие промежуток примерно с 230 по 400 год). Период её расцвета приходится на время существования политии, известной как regnum или королевство Эрманариха. В её развитии выделяются четыре основных этапа:
- Время формирования (240—270 годы);
- Время стабилизации (270—332 годы);
- «Эра Эрманариха» (333—375 годы);
- Время упадка (375 год — начало V века)[27].

К моменту начала формирования черняховской культуры в её будущем ареале проживали эллины и римляне (в том числе выходцы из восточных и дунайских провинций Империи), осевшие на землю поздние скифы и сарматы, фракийцы (карпы, даки, костобоки и другие народы), кочевые сарматы и аланы, а также венеты. На рубеже II—III веков на юг Восточной Европы вторглись готы и другие северогерманские племена, первоначально поселившиеся на территории, занятой прежними зубрицкими и позднезарубинецкими группами. Пришельцы оставили после себя памятники вельбарской культуры, рассеянные отдельными островками почти по всей территории современной Украины. Согласно эпической традиции, готы вступили в Скифию и овладели «желанной землёй» Ойум. Вероятнее всего, имелась в виду часть Волыни между верховьями Припяти и Западного Буга или Припятское Полесье, где расположены наиболее ранние вельбарские памятники Восточной Европы. Готы не задержались в Ойуме надолго и продолжили движение вглубь Скифии, столкнувшись там с народом спалов.
Перемены в регионе, приведшие к образованию новой черняховской культуры, отличной от «материнской» вельбарской, произошли в период «Скифских» («Готских») войн 240—270-х годов (хронологическая ступень C1b). В это время готы вместе с союзниками более 20 раз вторгались в пределы Римской империи, где знакомились с достижениями античной цивилизации. Ядром так называемой «Страны готов» стала территория бывшей римской провинции Дакии, заселённая в 270-х годах тервингами. Временами варвары захватывали пленных из числа римских подданных (военных, ремесленников, строителей и земледельцев), но нередко и нанимались на службу к римским императорам. Случались браки германцев с римскими пленницами; в их среде получило распространение христианство, возникла даже своя арианская церковь.
Следующий этап, соответствующий хронологической ступени C2 центральноевропейской шкалы, характеризуется всё большим сближением готов с Римом, доходящим до участия их отрядов во внутренних и внешних конфликтах империи. Часть варваров продолжала вторжения на земли римлян и их союзников (например, языгов), но после серьёзного вооружённого отпора при императоре Константине была вынуждена прекратить экспансию на дунайском направлении. Мирные отношения с Римом способствовали развитию экономики германцев; до 40 000 воинов из их среды ежегодно поступало на службу в римскую армию.
Наивысший расцвет черняховской общности пришёлся на вторую и третью четверти IV века (хронологическая ступень C3 и отчасти C3/D1), когда между готами и римлянами установился длительный мир. Носители черняховской культуры пережили демографический взрыв, о чём свидетельствует разрастание их поселений вплоть до нескольких десятков гектаров. Будучи римскими федератами, готы получали выплаты серебром, одеждой и продуктами. Превзойдя в уровне развития агрикультуры и ремесла всех варваров Европы, они захватывали новые территории, заселённые венетами и, возможно, другими народами. В IV веке черняховские поселения и могильники появились на Днепровском Левобережье, в бассейнах Северского Донца и Сейма, а также в Верхнем Подонье.

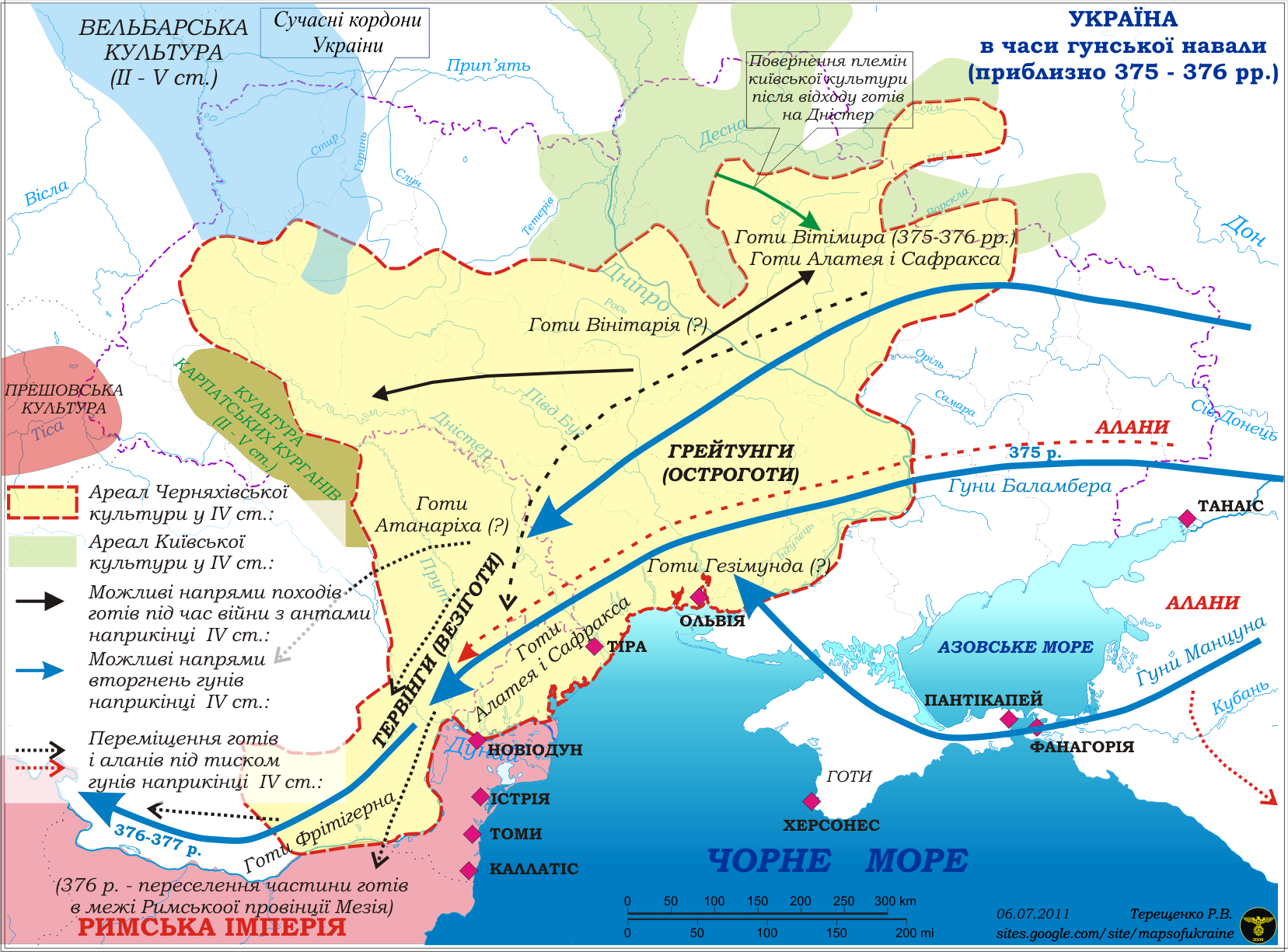
Территория Украины в IV веке. Вторжение гуннов в Восточную Европу

Черняховская культура начала угасать в последней четверти IV века (хронологическая ступень D1). К её гибели привели карательные походы римского императора Валента (367—369 годы), ограничение торговых сношений с Империей, раскол везиготского объединения и, наконец, случившееся около 375 года нашествие гуннов. Некоторые исследователи предполагают влияние на распад черняховской культуры природно-климатических факторов. В 376 году большинство тервингов и некоторая часть грейтунгов ушли вглубь римской территории. Возник новый центр власти в землях остроготов, вожди которых стали вести борьбу с гуннами, антами и друг с другом. По свидетельству Приска Паннийского, готы были вынуждены снабжать гуннов продовольствием, оказываясь на положении рабов. Разрозненные готские группы сохранялись в лесостепной полосе от Среднего Поднепровья до Верхнего Подонья вплоть до середины V века, что подтверждается наличием позднечерняховских памятников хронологической ступени D1/D2. В V веке опустевшие земли заняли раннеславянские племена, носители одного из вариантов черняховской культуры (памятники типа Черепин-Теремцы) и киевской культуры позднего этапа, что привело к зарождению корчакской и пеньковской культур. Черняховский компонент прослеживается в пеньковских древностях вплоть до VII века.

## География
Ареал черняховской культуры по состоянию на IV век охватывал территорию от Северского Донца и Сейма на северо-востоке до Дуная на юго-западе, от верховьев Буга и притоков Припяти на северо-западе до нижнего течения Днепра на юго-востоке. Более масштабного территориального образования (площадью свыше 400 000 км²) в европейском Барбарикуме не возникало вплоть до создания Франкского королевства. Древности второй четверти I тысячелетия, сходные с черняховскими, выявлены на Нижнем Дону (в частности, в Танаисе), в Верхнем Подонье (памятники типов Каширки-Седелок и Чертовицкое-III-Замятино) и в Поволжье (памятники типа Лбище). Отдельные элементы черняховской культуры встречены на Кавказе, в Крыму, Средиземноморье и Западной Европе; единично — в джетыасарской культуре Приаралья.
Этническая общность готов складывалась из двух ветвей — тервингов (везиготов) и гревтунгов (остроготов), граница между землями которых в IV веке проходила по Днестру. По мнению М. Б. Щукина, «зона пустоты», протянувшаяся в широтном направлении, рассекает черняховский ареал на две части, соответствующие районам расселения везиготов и остроготов. По сообщению готского историка Иордана, королю остроготов подчинялись племена эстов, венетов и другие «северные народы» (лат. arctoi gentes).
Б. В. Магомедов выделяет в ареале черняховской культуры ряд регионов, памятники которых отличаются друг от друга особенностями домостроения, погребального обряда и керамического комплекса:
- Западное Подолье и юг Волыни, где локализуются древности «типа Пряжев» и «волынской группы полей погребений»;
- Верхнее Поднестровье, окружённое ареалами культур карпатских курганов, вельбарской и пшеворской;
- Центральная Украина, а именно часть Правобережья Днепра (вплоть до Подолья) и полоса Левобережья;
- Остальное Днепровское Левобережье, в том числе территории Белгородской и Курской областей России;
- Область днепровских порогов, примыкающая к приазовским степям;
- Северное Причерноморье между устьями Дуная и Днепра, где известны памятники «причерноморского типа»;
- Молдова, Мунтения (Валахия) и Трансильвания (Семиградье), занятые везиготами[42][43].

## Экономика

### Сельское хозяйство и ремёсла
Основой экономики носителей черняховской культуры выступало пашенное земледелие. Его высокой продуктивности способствовали благоприятные природно-климатические условия, наличие чернозёмных почв, внедрение технических инноваций — железных наральников и плужных чересел. Возможно, использовались тяжёлые плуги, запряжённые волами или быками. Черняховское население лесостепи занималось выращиванием пшеницы, ячменя, проса, ржи, гречихи, овса, гороха, чечевицы, льна и конопли. Для уборки урожая применялись железные серпы и косы, огородные культуры возделывались мотыгами. Выращенное зерно хранилось в специально устроенных ямах и больших сосудах-зерновиках. Техника земледелия черняховской культуры существенно не отличалась от свойственной населению римских провинций Паннонии, Мезии и Дакии. Черняховцы пользовались ручными мельницами с каменными ротационными жерновами, восходящими к римским прототипам. Были распространены жернова из зювита — породы ударно-метеоритного происхождения, сходной с вулканическим туфом, которая добывалась в Ильинецком кратере на территории нынешней Винницкой области. Открыты развалины черняховских мукомолен.
Судя по находкам костных остатков на поселениях, продукты охоты составляли всего 3,5 % рациона черняховцев. Значимую роль в хозяйстве Причерноморского региона играло коневодство, на территории современной Правобережной Украины преобладало разведение крупного рогатого скота и свиней. Помимо этого, носители черняховской культуры содержали кур, гусей и уток. Существовали специализированные ремёсла — гончарное, металлообрабатывающее и косторезное, возможно, также стеклодельное. Так, остатки единственной известной стекольной мастерской, находившейся в европейском Барбарикуме, выявлены у села Комаров в Верхнем Поднестровье. Черняховцы занимались также выделкой кож, добычей извести, жжением угля, производством дёгтя, прядением и ткачеством.
На большинстве черняховских поселений выявлены следы чёрной металлургии. Обнаружено несколько десятков железоделательных горнов, в том числе сыродутных и встроенных со шлаковыпуском, популярных в Центральной Европе позднелатенского и римского времени. На Волынь железо поставлялось из Свентокшиского металлургического центра. Черняховские кузнецы производили самые разнообразные изделия из железа и стали, будь то сельскохозяйственные и промысловые орудия, ремесленные инструменты, оружие, конское снаряжение, домашняя утварь и предметы быта, принадлежности костюма и украшения. Из цветных металлов изготавливались преимущественно ювелирные изделия, в частности, многочисленные фибулы. Было развито косторезное дело, в особенности изготовление характерных для германцев наборных гребней. Значительный центр по их производству находился в Великой Снетинке.

### Торговля
Носители черняховской культуры активно торговали с античным миром, о чём свидетельствуют находки амфорной и краснолаковой керамики, стеклянных кубков египетского и сирийского происхождения. В Римскую империю варвары поставляли рабов, скот, кожи и продукты лесных промыслов, получая взамен вино, соль, оливковое масло, оружие, одежду, украшения и предметы роскоши. В черняховском ареале находят римские стеклянные жетоны для игры по типу шахмат.
Готские купцы свободно торговали во Фракии, причём приграничная торговля была не меновой, а денежной. Значительные торговые пути пролегали по Днепру и в особенности по Днестру. Находка весов римского типа в Лепесовке свидетельствует о проведении в этом месте торга. В ареале черняховской культуры повсеместны находки римских монет, преимущественно денариев, использовавшихся как во внешнем, так и во внутреннем обращении. Их количество возрастает по мере приближения к лимесу. Встречаются также «варварские» подражания римским монетам и немногочисленные монеты Боспора. До 80% римских монет попали в обращение к черняховцам в середине III века в качестве трофеев и выкупа. Позже приток монеты обеспечивался денежными выплатами за римскую службу. Именно этим путём в Восточную Европу поступали монеты, чеканенные ещё во II веке, до того лежавшие в императорской казне. Монеты IV века попадали к готам вследствие торговых сношений с Империей.
Черняховцы поддерживали торговые связи с носителями киевской культуры, населением Восточной Прибалтики и финно-угорскими племенами, обитавшими в бассейнах Оки и Волги. В различные районы Восточной Европы импортировалась гончарная посуда, бронзовые фибулы и пряжки, гребни и каменные жернова. Предметами экспорта могли выступать пушнина, воск и мёд. Из Балтийского региона доставлялись изделия из янтаря, в частности, бусы.

## Материальная культура

### Поселения
К началу XXI века исследователям было известно о существовании около 3500 памятников черняховской культуры. Не менее 90 % из этого числа — остатки поселений, в том числе более 200 изученных раскопками (ни одно не раскопано полностью). Подавляющее большинство селений не было укреплено, что свидетельствует об отсутствии военных угроз для их обитателей вплоть до конца IV века. Черняховские селища тяготеют к местам с равнинно-балочными и равнинно-склоновыми ландшафтами, приуроченным к чернозёмным почвам. Обычно их площадь колеблется от 2—4 до 15—20 гектаров, но известны и поселения площадью свыше 40 гектаров, где могло одновременно проживать несколько тысяч человек. В некоторых районах плотность размещения поселений черняховской культуры сравнима с современными украинскими сёлами. Согласно подсчётам И. С. Винокура, плотность черняховского населения в междуречье Днестра и Днепра достигала 4—5 человек на км².
На большинстве селищ фиксируются мощные культурные слои, свидетельствующие о долговременном существовании поселений. Для некоторых из них характерна уличная застройка, но чаще встречалась кучная. Археологические данные свидетельствуют об общинной организации жизни в селениях черняховцев. В одном месте могли проживать носители разных культурных традиций, что говорит о существовании полиэтничных общин.
В настоящее время известно всего три городища черняховской культуры: Башмачка в Поднепровье, Александровка на Ингульце и Городок на Южном Буге. Иногда к их числу относят также поселение Собарь на Днестре. Ни одно из этих укреплённых поселений нельзя назвать городом. Вероятнее всего, они являли собой крепости, защищавшие готов от степных кочевников. В Башмачке могла находиться резиденция местного правителя. Возможно, готам подчинялись некоторые античные города Приазовья и Причерноморья. Следы проживания носителей черняховской культуры выявлены в Танаисе, Ольвии и на укреплениях ольвийской хоры (например, в Козырке). По мнению В. В. Крапивиной, в самой Ольвии черняховцы не жили, однако множество их поселений располагалось в окрестностях полиса. Население города поддерживало мирные отношения с варварами, поставляя им ремесленную продукцию. В 2010-х годах в Ольвии был обнаружен значительный жилищно-хозяйственный комплекс черняховской культуры. Это позволило Б. В. Магомедову назвать Ольвию «первым готским городом», отнеся её упадок к первой трети V века. Археологические данные свидетельствуют, что вплоть до рубежа IV—V веков существовало и черняховское торговое поселение на месте греческой Тиры.

### Жилища
Жилища черняховской культуры делятся на три группы: углубленные в землю (землянки и полуземлянки), наземные каркасные постройки и сравнительно малочисленные каменные дома. Почти на сотне селищ обнаружены остатки так называемых «длинных домов» площадью от 60 до 160 м², возведённых из плетня, обмазанного глиной. Каждый «длинный дом» принадлежал одной патриархальной семье, насчитывавшей до нескольких десятков членов. Исследователи связывают подобные постройки с германской культурной традицией, берущей начало в раннем железном веке. Обычно они разделялись на две части, одна из которых была жилой (здесь находился очаг или печь), а другая использовалась для содержания скота или ремесленного производства.
На 80 исследованных поселениях выявлены углубленные жилища, большинство которых отапливалось открытыми очагами. Аналогичные постройки известны в культурах германцев римского времени и более поздних славянских культурах. Каменные здания, отчасти сходные с «длинными домами», обнаружены только на 30 черняховских поселениях Причерноморья. Изредка в том же регионе встречались юртоподобные жилища округлой формы, восходящие к степным (вероятно, сарматским) традициям.

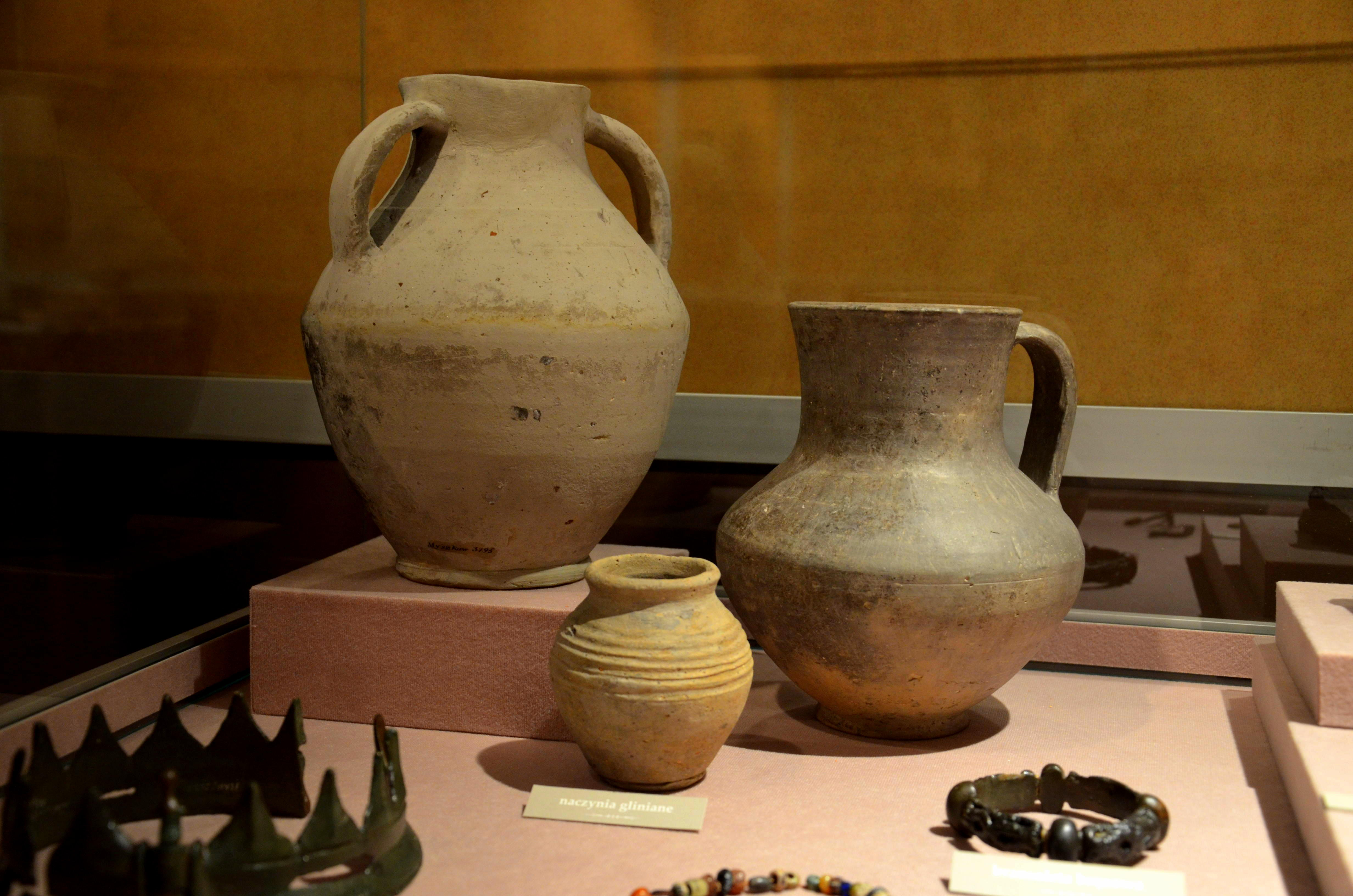
Керамика грейтунгов и другие изделия III—V веков, найденные в междуречье Дона и Днепра

### Керамика

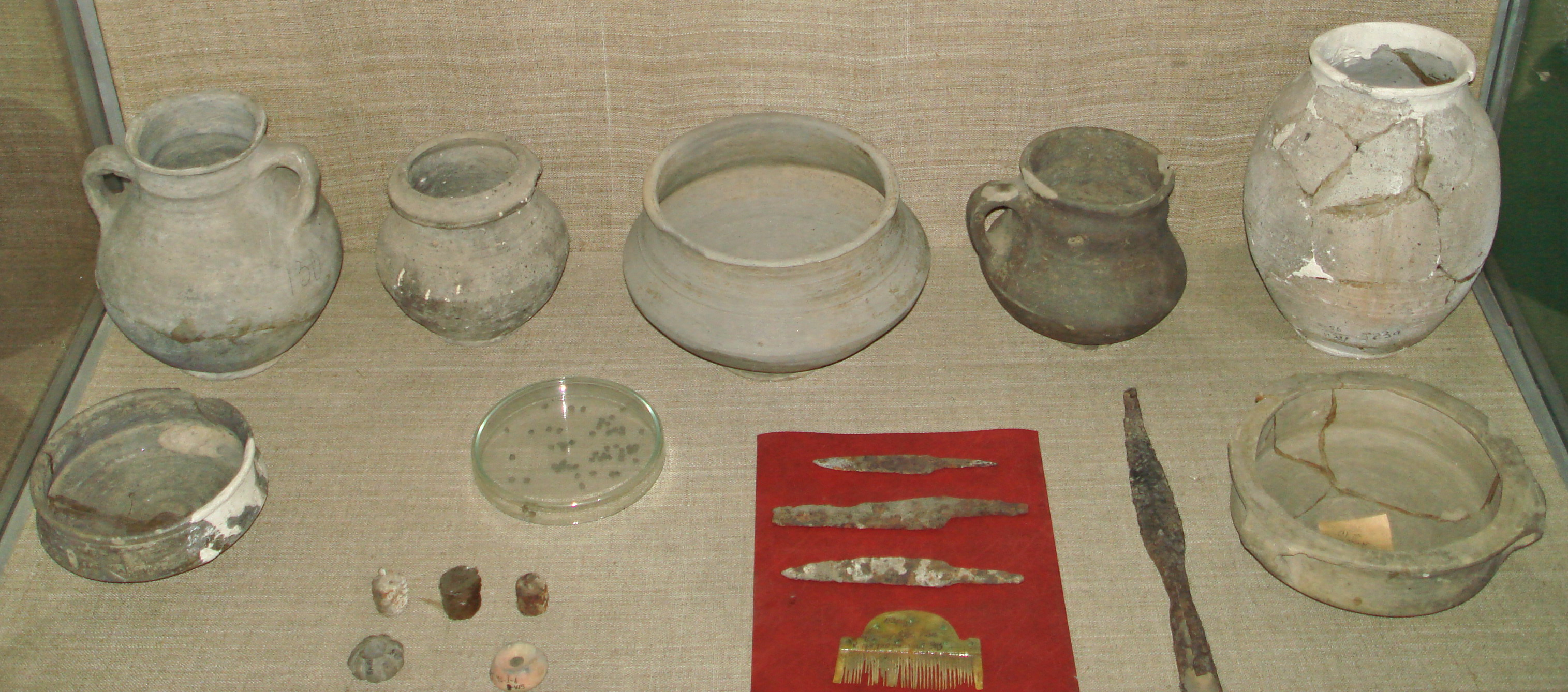
Предметы III—IV веков из Будештского некрополя

Главным маркером черняховской культуры выступает гончарная посуда, выполненная в едином стиле с устойчивым набором форм. Повсеместны изготовленные при помощи круга сероглиняные сосуды, но встречается и лепная посуда, демонстрирующая традиции этнического субстрата в том или ином регионе. Соотношение круговой и лепной керамики на поселении отражает степень вовлечённости его жителей во внутренний рынок.
Развитые технологии гончарного ремесла черняховцев были, как предполагают, заимствованы у грекоязычных мастеров и романизированных потомков кельтов, обитавших в римских провинциях. В то же время некоторые виды черняховской посуды восходят к североевропейским формам. Керамический набор черняховской культуры выделяется богатством вариантов кухонной и столовой посуды. Один гончар мог обеспечивать посудой значительную округу (до нескольких десятков км). Встречается и керамический импорт: привозные амфоры, светильники, краснолаковые сосуды в стиле «терра сигиллята».

### Погребальный обряд
К началу XXI века археологам было известно о существовании более чем 300 черняховских могильников. 120 из них раскапывались (ни один не исследован целиком), открыто свыше 7 тысяч погребений. Некоторые некрополи насчитывали сотни могил, что указывает на значительные размеры общин. Для большинства могильников характерен биритуализм, то есть сочетание двух вариантов погребального обряда — ингумации и кремации.
Черняховские погребения разделяются на четыре группы: трупоположения головой на север или на запад, трупосожжения на стороне с захоронением в урне или в яме. Встречаются усложнённые варианты погребальных сооружений: ямы с заплечиками, подбои, склепы, каменные ящики, курганы, «княжеские» погребальные камеры с деревянными конструкциями. Могильники складывались из отдельных скоплений, организованных по хронологическому и социальному принципу. Имелись участки, закреплённые за отдельными семьями и родами. Анализ погребальных памятников приводит исследователей к выводу о значительном социальном и имущественном расслоении носителей черняховской культуры.
Верования готов запрещали класть в могилу оружие. Учёными выявлено всего 44 воинских погребения, содержащих предметы вооружения и снаряжения всадника. Урновые кремации с оружием они связывают с вандальской традицией. В некоторых захоронениях встречены специфические кинжалы и луки, указывающие на сармато-аланское происхождение погребённых.

## Этнический состав

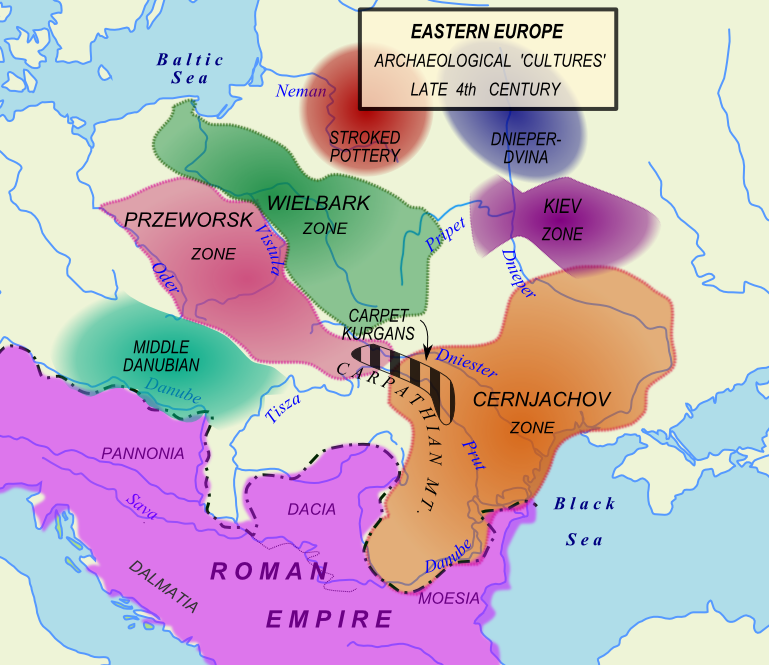
Черняховская культура в окружении соседей

Большинство российских и украинских археологов признают особую роль готского этноса в составе черняховской общности. О ведущей роли германцев в её сложении свидетельствует распространение специфичных жилищ (длинных домов), ингумаций с северной ориентировкой и урновых кремаций, керамики вельбарских и пшеворских типов и другие признаки. На ряде предметов, происходящих с черняховских памятников, обнаружены германские рунические надписи.
В первой половине XX века В. В. Хвойка, Н. Ф. Беляшевский, К. Гадачек, А. А. Спицын и Т. Рейман придерживались мнения о славянской принадлежности черняховских памятников. П. Райнеке и Э. Бреннер сочли их готскими, а Э. Блюме, Г. Коссинна и К. Дикулеску — гепидскими. В. Антоневич, Ю. Костшевский, Л. Козловский и Л. Нидерле полагали, что черняховские древности были оставлены разноэтничным населением: как готами, так и другими народами, в том числе славянами. М. Эберт считал, что черняховские памятники возникли в результате смешивания готов с автохтонным позднескифским населением. Р. Вульпе связывал их с готами, а также даками, карпами и сарматами.
Идеологи Третьего Рейха использовали германскую атрибуцию культуры «полей погребений» для обоснования территориальных притязаний. Ответной реакцией властей СССР стал масштабный проект по изучению этой культуры с целью доказать её принадлежность славянам. Работы возглавил В. П. Петров, в то время заведующий сектором славяно-русской археологии ИА АН УССР. Благодаря трудам М. И. Артамонова и Б. А. Рыбакова концепция славянства «полей погребений» стала полуофициальной. В 1940 году В. И. Довженок высказал предположение о принадлежности черняховских памятников антам. Б. А. Рыбаков обосновал антскую атрибуцию носителей черняховской культуры, предложив датировать её в широких рамках — со II по VII век.
В послевоенное время мнение о славянской принадлежности черняховской культуры стало общепринятой догмой, войдя в школьные и вузовские учебники. Его отстаивали такие археологи, как М. Ю. Брайчевский, В. И. Довженок, Е. В. Махно, В. П. Петров, Э. А. Сымонович и М. Ю. Смишко. В 1950-х годах Б. А. Рыбаков предположил, что памятники III—IV веков в Нижнем Поднепровье были оставлены готами, приписав славянам остальные черняховские древности. С ним не согласился Э. А. Сымонович, считавший эту культуру всецело славянской.

В период «хрущёвской оттепели» среди учёных стало распространяться мнение о полиэтничности черняховской культуры. Ю. В. Кухаренко, Э. А. Рикман, М. А. Тиханова и П. Н. Третьяков видели в её носителях как германцев, так и славян, скифов, сарматов, фракийцев. В 1956 году М. И. Артамонов выступил с докладом об этнической принадлежности черняховской культуры, положив начало многолетней научной дискуссии. Артамонов допускал присутствие среди черняховцев не только готов, но также и сармато-алан, гетов, даков, балтов, славян. При этом он полагал, что черняховские древности не связаны напрямую с каким-либо из этапов славянского этногенеза, с чем соглашались М. А. Тиханова, Г. Ф. Корзухина и И. И. Ляпушкин. М. И. Артамонов писал:
Черняховская культура возникла и исчезла вместе с готами и обнимала разнородное население, входившее в состав Готского союза. Собственно готы составляли в нем, несомненно, меньшинство, не имевшее самостоятельного культурного значения и всецело подчинившееся местной культуре, развившейся в тесных связях с римскими провинциями и, по сути дела, представлявшей локальный вариант провинциальной римской культуры.
М. Б. Щукин обратил внимание на хронологический разрыв и разительный контраст между достоверными славянскими памятниками VI—VII веков и более ранними черняховскими:
С одной стороны, мы видим эффектные и яркие черняховскую и пшеворскую культуры с богатейшим ассортиментом разнообразнейших форм посуды: серой гончарной в черняховской, чернолощеной лепной в пшеворской (миски, кувшины, вазы, причем миски составляют значительный процент). С другой — славянские культуры с их исключительно лепной грубой керамикой, представленной лишь высокими слабопрофилированными горшками да иногда сковородками. Мисок, ваз и кувшинов практически нет вовсе. Большие черняховские могильники почти всегда биритуальные, есть и трупоположения, и трупосожжения, во многих из них обилие разнообразных вещей: фибулы, пряжки, подвески, ожерелья, нередки стеклянные кубки. <…> Черняховцы к тому же строили, наряду с обычными общеевропейскими небольшими полуземлянками, длинные наземные дома. Всего этого нет в славянских культурах: ни длинных домов, ни трупоположений, ни оружия и других вещей в погребениях; находки фибул, как и прочих металлических изделий, — большая редкость. Поселения и могильники, за редкими исключениями, невелики, кратковременны. Различна сама структура этих культур, «мисочных» и «фибульных» в первом случае, «горшечных» и «бесфибульных» — во втором.
К концу XX века мнение о полиэтничном характере черняховской культуры возобладало среди исследователей. На прежних позициях оставался лишь М. Ю. Брайчевский, видевший в черняховской культуре археологический эквивалент объединения антов, которых считал предками украинцев. Согласно современным воззрениям, анты могли быть носителями киевской культуры, а позднее входили в состав пеньковской общности.
Б. В. Магомедов выделяет среди памятников черняховской культуры три группы. Основную массу составляют германские памятники типа Косанов, содержащие вельбарские элементы. Верхнеднестровская группа (памятники типа Черепин), по его мнению, оставлена венедами — наследниками зубрицкой культуры и создателями пражской. Близки к верхнеднестровским и памятники типа Теремцы на Среднем Днестре. Причерноморская группа черняховских памятников, согласно Б. В. Магомедову, оставлена смешанным населением: готами, эллинизированными поздними скифами (с примесью собственно эллинов и сарматов) и аланами. М. Б. Щукин выделяет в особые группы поселения Черноморского побережья, жители которых строили дома с каменными фундаментами, и памятники типа Черепин-Рипнев. Помимо этого, Щукин отмечает существование волынской группы памятников (возможно, оставленной гепидами), в которой вельбарские элементы преобладают, и указывает на своеобразие черняховских памятников Левобережья Днепра, расположенных вперемежку с древностями киевской культуры. Согласно новейшим исследованиям, чересполосицы в регионе не было: многие памятники, считавшиеся ранее киевскими, теперь относят к числу черняховских.
С точки зрения А. М. Обломского, черняховские памятники Днепровского лесостепного Левобережья оставлены представителями как минимум трёх этнических групп: германской, протославянской и скифо-сарматской. Согласно И. В. Зиньковской, археологические находки свидетельствуют о присутствии в этом регионе готов. Исследовательница связывает памятники дельты Дона (типа Рогожкино-XII) с герулами, а кремационные погребения с испорченным оружием, разбросанные на пространстве от Румынии до Днепровского Левобережья — с вандалами. В Прикарпатье известны памятники культуры карпатских курганов, во многом аналогичные черняховским. По мнению Л. В. Вакуленко, они оставлены союзниками готов — тайфалами.
Славянский компонент в черняховской культуре прослеживается слабо, локализуясь преимущественно на Днестре (памятники типа Черепин-Теремцы) и в Днепро-Донском междуречье (памятники типа Боромля-2 или «горизонт Боромля», а также так называемые «древности киевской традиции»).

## Антропологический облик
Т. И. Алексеева утверждала, что черняховцы, как и позднейшие поляне, обнаруживают наибольшее сходство со скифами лесостепной полосы, а не с готами. По мере накопления данных стало ясно, что картина гораздо более сложна и отражает полиэтничный состав черняховской культуры.
Согласно Т. А. Рудич, антропологический состав черняховцев Среднего Поднепровья неоднороден. Долихокранный, с длинной, высокой черепной коробкой и средними параметрами лица тип похож на балтов и может быть связан с миграциями с территории Прибалтики. С миграцией готов с северо-запада связаны не имеющие местных корней антропологические типы, схожие с могильниками вельбарской культуры Повисленья и Кашубии, гото-гепидов Силезии. Истоки гиперморфного узколицего типа можно найти в могильниках культур шнуровой керамики. У черняховцев Северного Причерноморья встречается средиземноморский тип, характерный для позднескифских памятников и некрополей греческих колоний.
По данным А. А. Казарницкого, в пространстве краниометрических координат межгруппового анализа черняховские серии группируются с условно древнегерманскими, что связано с одинаково небольшими поперечными размерами лицевого и мозгового отделов черепа. Из этого он делает вывод, что доминирующим компонентом населения черняховской культуры был центрально- или североевропейский.
Черняховское население обнаруживает близость к вельбарской культуре и характеризуется кельтским и балтским типом. Население, близкое к пшеворской культуре и зарубинецой культуре, не оставило антропологических памятников, поскольку хоронило умерших по обряду кремации. Основные могильники: Черняхов, Маслово, Будешты, Косаново, Тыргшор, Малаешты, Компанийцы, Гавриловна, Рыжевка, Коблево, Сынтана-де-Муреш. Основные поселения: Журавка, Лески, Будешты, Лепесовка, Неслухов, Черепин, Рипнев II. Фиксируются значительные миграционные потоки из районов Центральной и Северной Европы.

## Палеогенетика
У представительниц черняховской культуры определили митохондриальные гаплогруппы H1c, H1n6, T2g1.